# The Perfect Nanny
«The Perfect Nanny» es una canción de la película Mary Poppins, compuesta por Richard M. Sherman y Robert B. Sherman.  La canción se puede oír al principio de la película, y el tema se puede escuchar a modo de leitmotiv para los niños. Es cantada por los personajes de Jane Banks (caracterizada por Karen Dotrice) y Michael Banks (caracterizado por Matthew Garber). Es una musicalización lírica de un posible anuncio de periódico, el cual describe, en palabras de los niños, qué cualidades debe tener una buena niñera, en oposición al tipo estricto que sus padres quieren.
La canción también aparece en el musical de Cameron Mackintosh.  Aunque el contenido no cambia; la música tiene un tempo más alto que el arreglo original de Irwin Kostal.